# 2017-es Európa-liga-döntő
A 2017-es Európa-liga-döntő az európai labdarúgó-klubcsapatok második legrangosabb tornájának 8., jogelődjeivel együttvéve a 46. döntője volt. A mérkőzést a stockholmi Friends Arenában rendezték 2017. május 24-én. A kupáért a holland Ajax és az angol Manchester United mérkőzött meg, utóbbi csapat pedig 2-0-s győzelmével első alkalommal hódította el a trófeát.
A Manchester United jogot szerzett, hogy pályára léphessen a 2017-es UEFA-szuperkupa döntőjében, ahol az ellenfél a 2016–2017-es UEFA-bajnokok ligája győztese lesz, valamint kvalifikálta magát a 2017–2018-as Bajnokok Ligája csoportkörébe.

## Helyszín
A stockholmi Friends Arena 2015. június 30-án lett kijelölve a döntő helyszínéül, az UEFA végrehajtó bizottságának prágai ülésén.

## Háttér
Ez volt az Ajax a második döntője az UEFA-kupában/Európa-ligában. 1992-ben az olasz Torinót idegenben lőtt több góllal győzte le.
Ez volt a Manchester United első döntője az UEFA-kupában/Európa-ligában. Győzelmével az angol csapat csatlakozott a Juventus, Ajax, Bayern München, Chelsea négyeshez, akik legalább egyszer elhódították a három jelentős klubtrófeát (BEK/Bajnokok Ligája, UEFA-kupa/Európa Liga, és a már megszűnt Kupagyőztesek Európa-kupája).
A két fél már négyszer találkozott az európai kupaporondon, mindannyiszor az UEFA-kupa/Európa-liga kiírásában. Mindkét alkalommal a Manchester United jutott tovább a párharcból, az 1976–1977-es UEFA-kupa első fordulójában 2-1-es, a 2011–2012-es Európa-liga sorozatban 3-2-es összesítéssel.

## Út a döntőbe
Megjegyzés: Az eredmények a döntősök szempontjából értendőek (O = hazai; I = vendég).
| Ajax               | Ajax               | Ajax               | Ajax               | Round            | Manchester United                 | Manchester United                 | Manchester United                 | Manchester United                 |
| ------------------ | ------------------ | ------------------ | ------------------ | ---------------- | --------------------------------- | --------------------------------- | --------------------------------- | --------------------------------- |
| Bajnokok Ligája    | Bajnokok Ligája    | Bajnokok Ligája    | Bajnokok Ligája    |                  | Európa-liga                       | Európa-liga                       | Európa-liga                       | Európa-liga                       |
| Ellenfél           | Össz.              | 1. mérkőzés        | 2. mérkőzés        |                  | Csak a csoportkörben csatlakozott | Csak a csoportkörben csatlakozott | Csak a csoportkörben csatlakozott | Csak a csoportkörben csatlakozott |
| PAOK               | 3–2                | 1–1 (o)            | 2–1 (i)            | 3.selejtezőkör   | Csak a csoportkörben csatlakozott | Csak a csoportkörben csatlakozott | Csak a csoportkörben csatlakozott | Csak a csoportkörben csatlakozott |
| Rostov             | 2–5                | 1–1 (o)            | 1–4 (i)            | Rájátszás        | Csak a csoportkörben csatlakozott | Csak a csoportkörben csatlakozott | Csak a csoportkörben csatlakozott | Csak a csoportkörben csatlakozott |
| Európa-Liga        |                    |                    |                    |                  | Csak a csoportkörben csatlakozott | Csak a csoportkörben csatlakozott | Csak a csoportkörben csatlakozott | Csak a csoportkörben csatlakozott |
| Ellenfél           | Eredmény           | Eredmény           | Eredmény           |                  | Ellenfél                          | Eredmény                          | Eredmény                          | Eredmény                          |
| Panathinaikos      | 2–1 (i)            | 2–1 (i)            | 2–1 (i)            | 1.mérkőzésnap    | Feyenoord                         | 0–1 (i)                           | 0–1 (i)                           | 0–1 (i)                           |
| Standard Liège     | 1–0 (o)            | 1–0 (o)            | 1–0 (o)            | 2.mérkőzésnap    | Zorya Luhansk                     | 1–0 (o)                           | 1–0 (o)                           | 1–0 (o)                           |
| Celta Vigo         | 2–2 (i)            | 2–2 (i)            | 2–2 (i)            | 3.mérkőzésnap    | Fenerbahçe                        | 4–1 (o)                           | 4–1 (o)                           | 4–1 (o)                           |
| Celta Vigo         | 3–2 (o)            | 3–2 (o)            | 3–2 (o)            | 4.mérkőzésnap    | Fenerbahçe                        | 1–2 (i)                           | 1–2 (i)                           | 1–2 (i)                           |
| Panathinaikos      | 2–0 (o)            | 2–0 (o)            | 2–0 (o)            | 5.mérkőzésnap    | Feyenoord                         | 4–0 (o)                           | 4–0 (o)                           | 4–0 (o)                           |
| Standard Liège     | 1–1 (o)            | 1–1 (o)            | 1–1 (o)            | 6.mérkőzésnap    | Zorya Luhansk                     | 2–0 (i)                           | 2–0 (i)                           | 2–0 (i)                           |
| G csoport győztese | G csoport győztese | G csoport győztese | G csoport győztese | Helyezés         | A csoport 2. helyezett            | A csoport 2. helyezett            | A csoport 2. helyezett            | A csoport 2. helyezett            |
| Ellenfél           | Össz.              | 1.mérkőzés         | 2.mérkőzés         | Kieséses szakasz | Ellenfél                          | Össz.                             | 1.mérkőzés                        | 2.mérkőzés                        |
| Legia Warsaw       | 1–0                | 0–0 (i)            | 1–0 (o)            |                  | Saint-Étienne                     | 4–0                               | 3–0 (o)                           | 1–0 (i)                           |
| FC København       | 3–2                | 1–2 (i)            | 2–0 (o)            | Nyolcaddöntő     | Rostov                            | 2–1                               | 1–1 (i)                           | 1–0 (o)                           |
| Schalke 04         | 4–3                | 2–0 (o)            | 2–3 (hossz.) (i)   | Negyeddöntő      | Anderlecht                        | 3–2                               | 1–1 (i)                           | 2–1 (hossz.) (o)                  |
| Lyon               | 5–4                | 4–1 (o)            | 1–3 (i)            | Elődöntő         | Celta Vigo                        | 2–1                               | 1–0 (i)                           | 1–1 (o)                           |

## A mérkőzés
| 2017. május 24. 20:45 (CEST) |

| Ajax | 0–2               | Manchester United       |
| ---- | ----------------- | ----------------------- |
|      | (0–1) Jegyzőkönyv | Pogba 18' Mhitarján 48' |

| Friends Arena, Stockholm Nézőszám: 46 961 Játékvezető: Damir Skomina (szlovén) |